# Maqueta

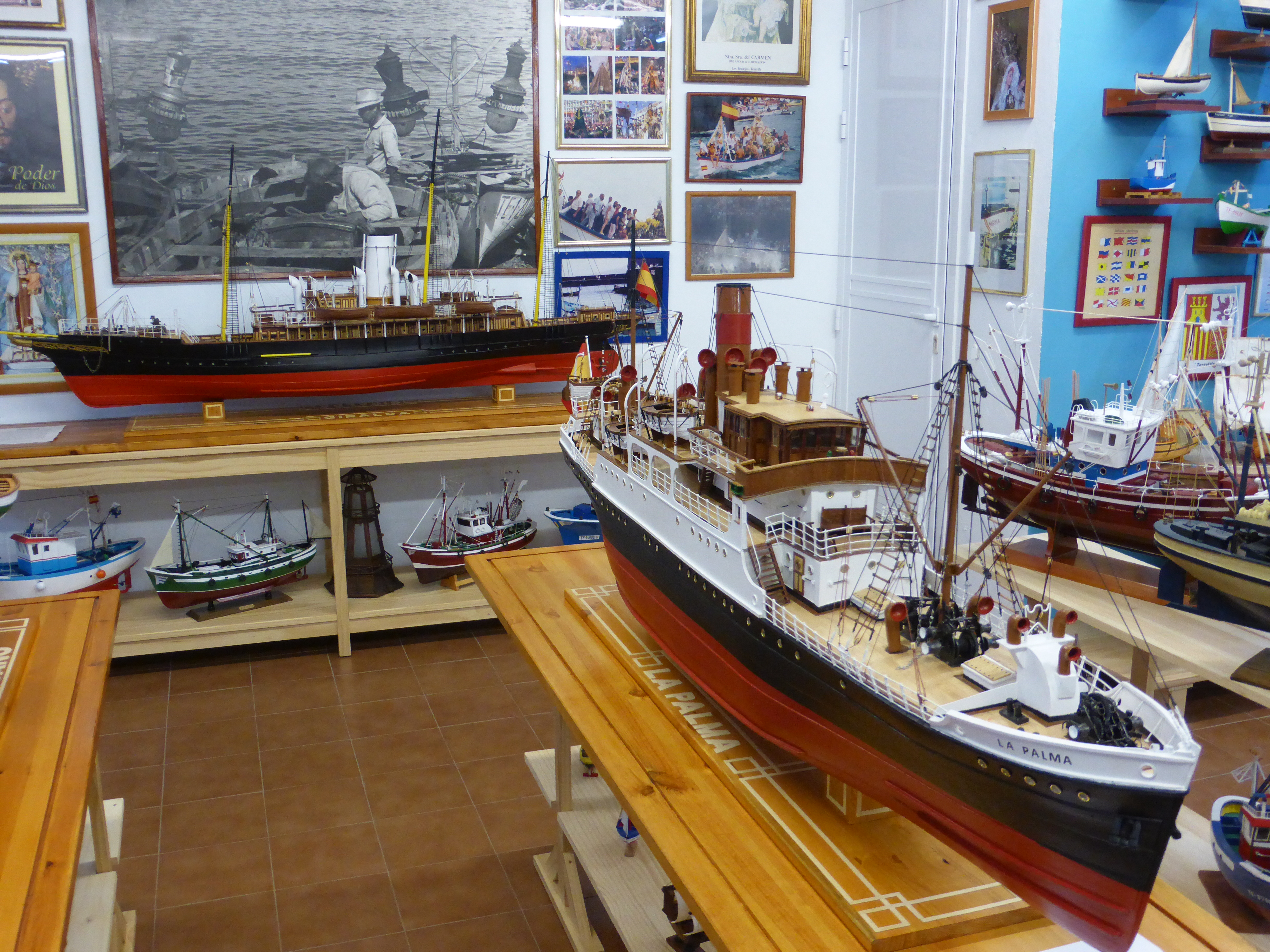
Vapor La Palma, maqueta en la Casa Museo del Pescador, Puerto de la Cruz, Tenerife.

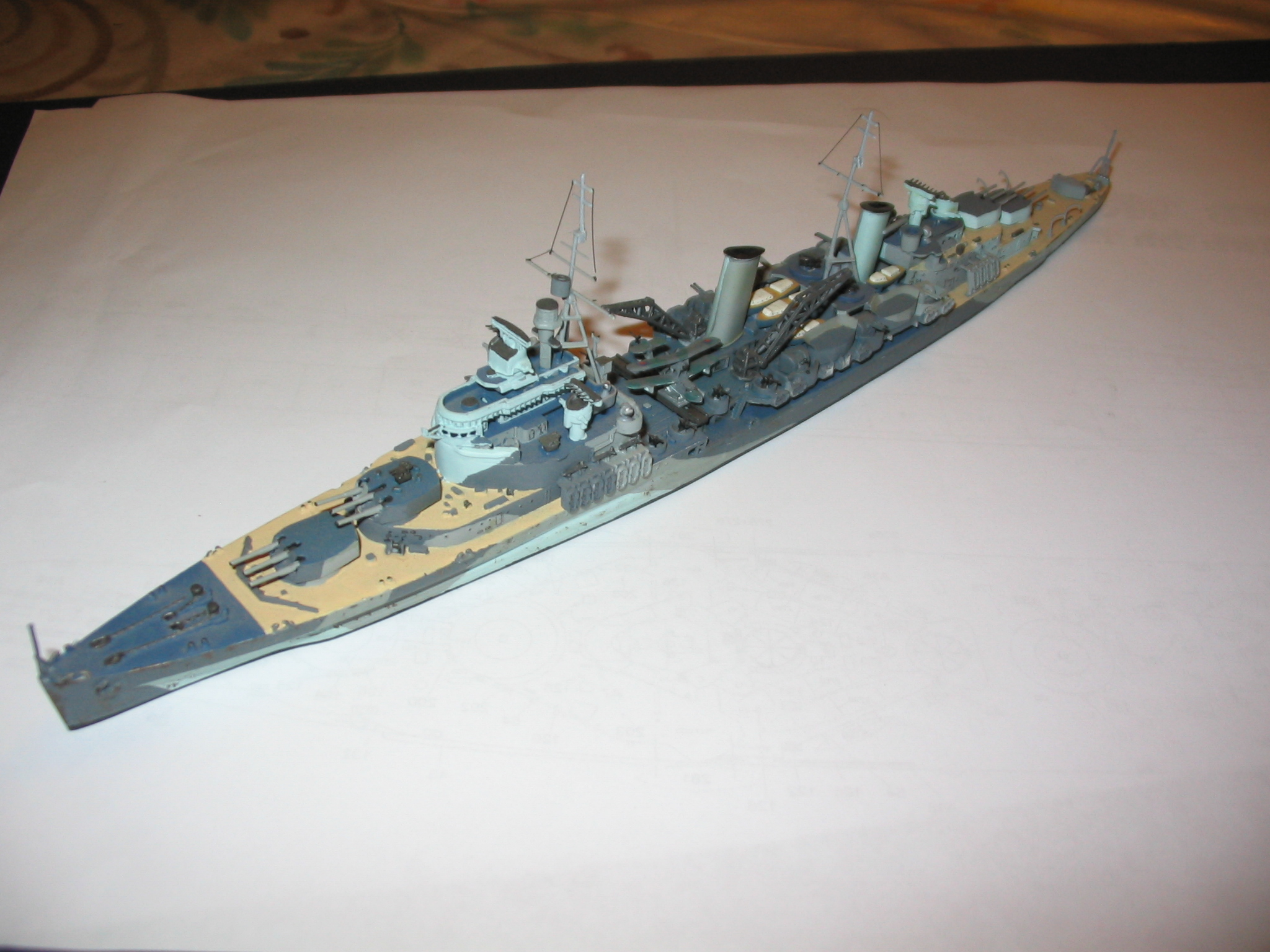
El HMS Belfast en escala 1:700.

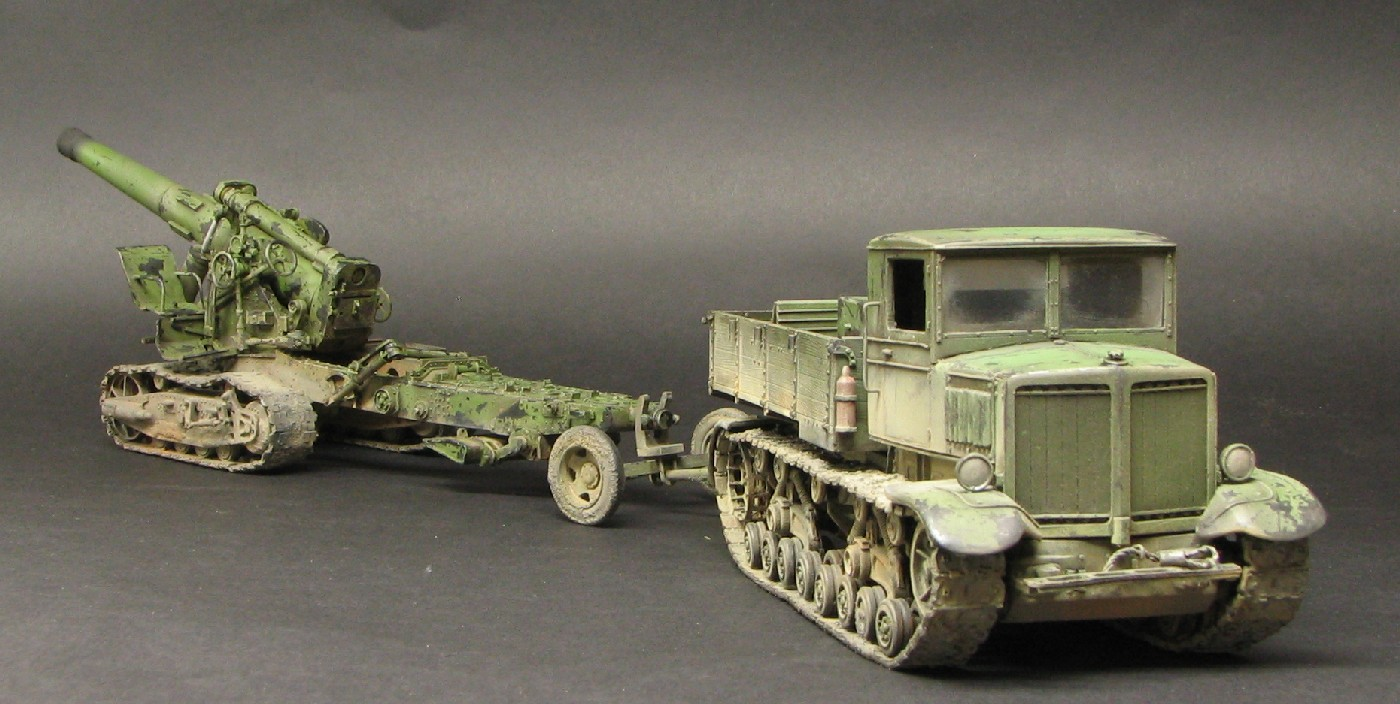
Tractor de artillería soviético Voroshilovez, en 1:35.

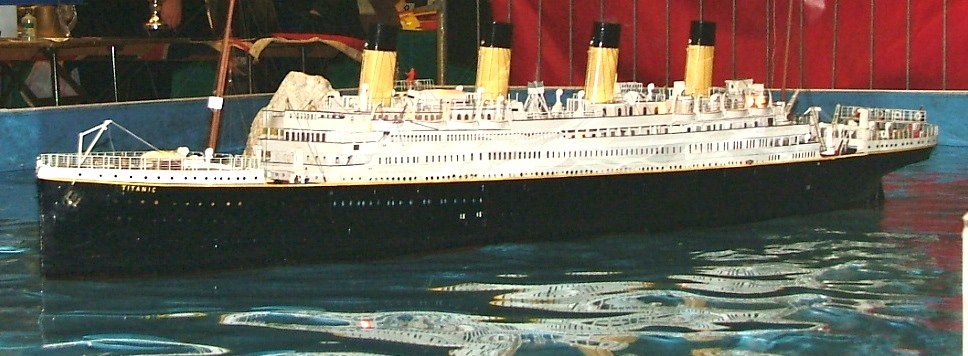
Maqueta del RMS Titanic.

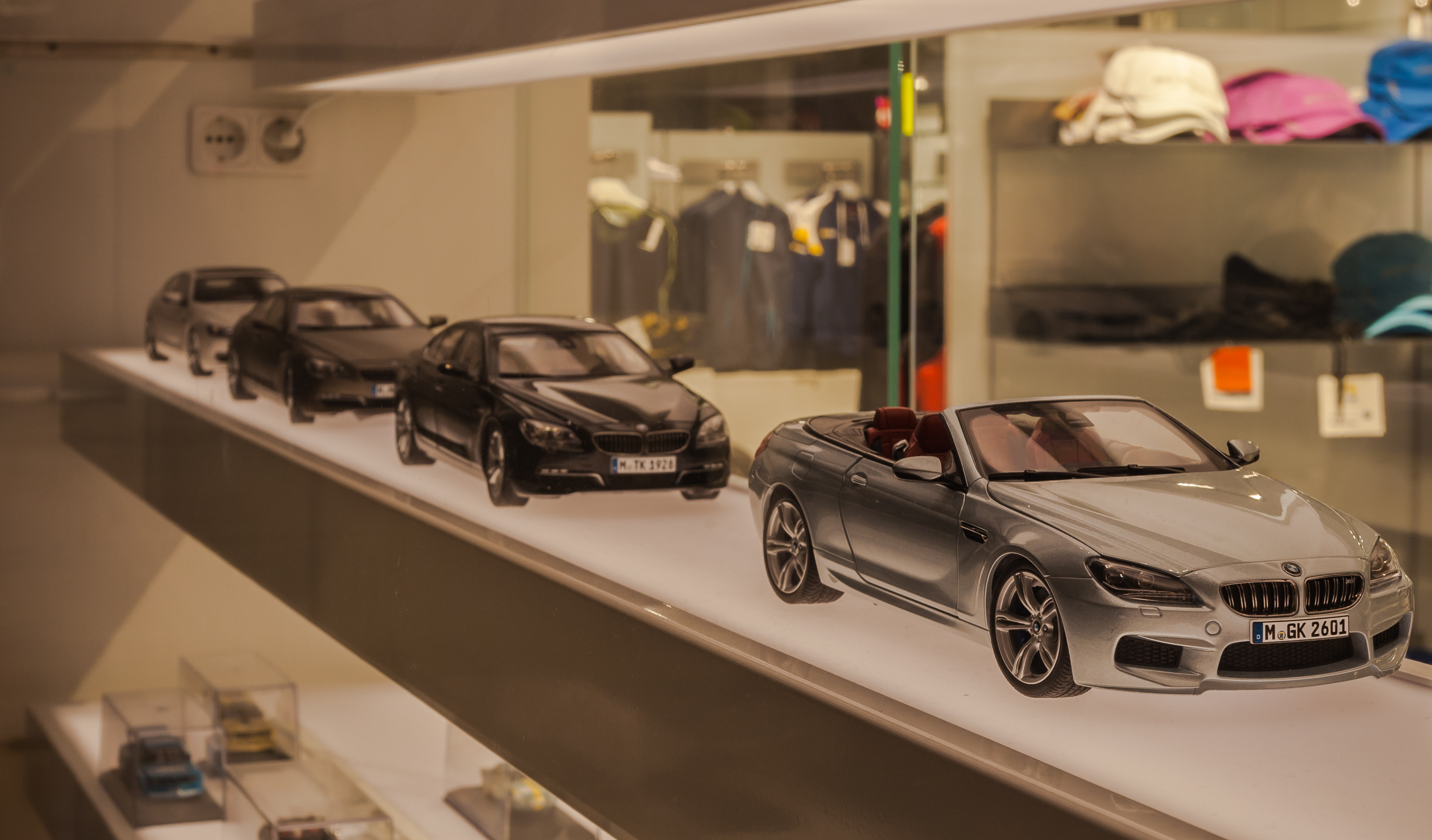
Modelos a escala de automóviles BMW en el BMW Welt, Múnich, Alemania.

Una maqueta es un modelo a escala o tamaño real de un objeto, artefacto o edificio, realizado con materiales pensados para mostrar su funcionalidad, volumetría, mecanismos internos o externos o bien para destacar aquello que, una vez construido o fabricado, presentará como innovación o mejora. Este montaje funcional, utilizado comúnmente en manufactura y diseño, sirve para la demostración, evaluación del diseño y promoción, entre otros fines. Es considerado un prototipo si proporciona al menos una parte de la funcionalidad de un sistema y permite pruebas de diseño. Las maquetas son utilizadas por los diseñadores principalmente para recibir comentarios de los usuarios. Las maquetas ayudan a prevenir errores sobre la base de la idea popular «Usted puede arreglarlo ahora en el dibujo con una goma de borrar o más tarde en la obra con un martillo».

## Orígenes

### La maqueta usada en tiempo de guerra

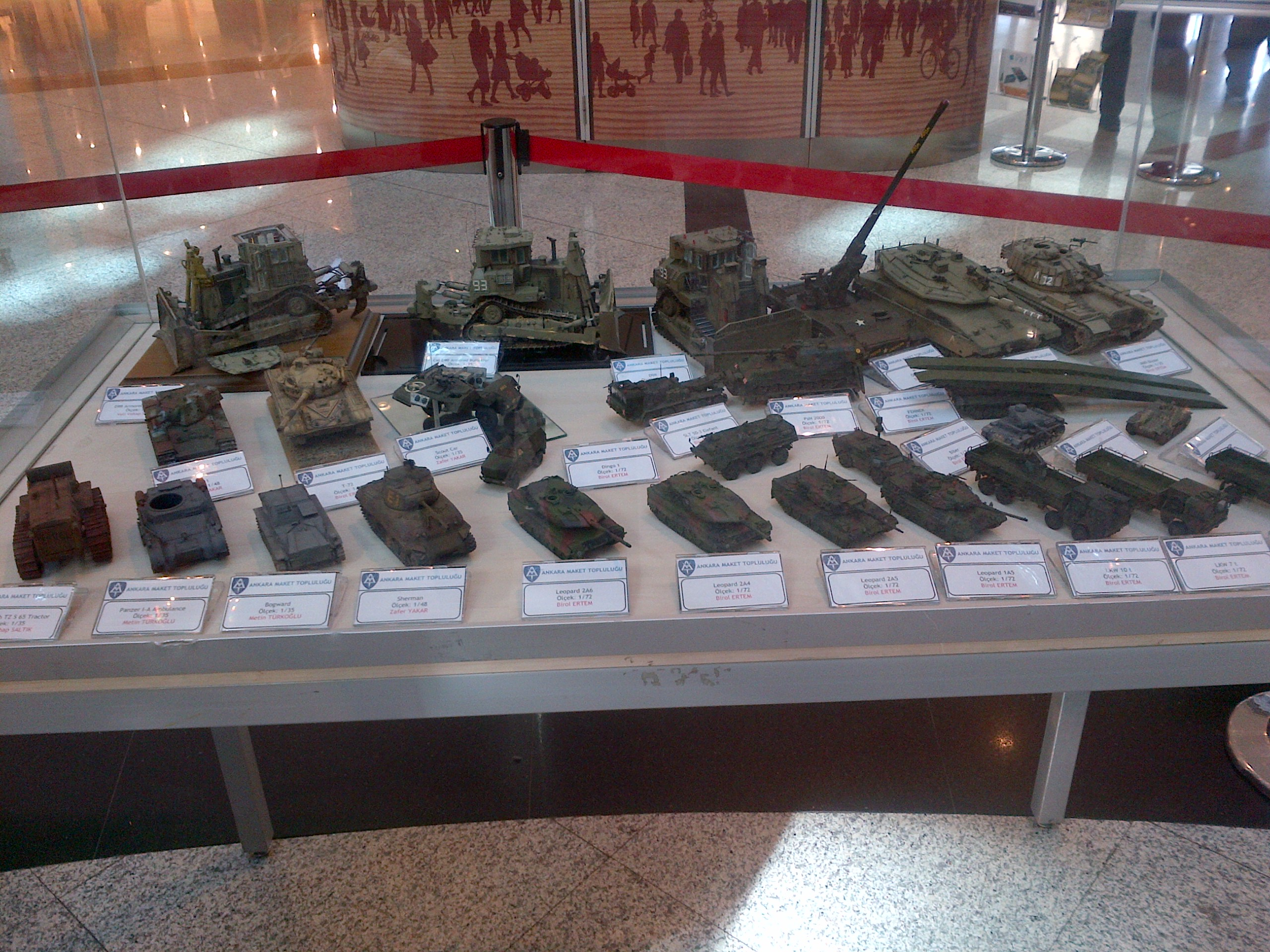
Una exposición de maquetas de vehículos militares.

Los romanos usaban los mapas dibujados por sus cartógrafos en la toma de decisiones a la hora de invadir territorios. Se puede decir que el mapa es una maqueta de cómo se disponen los territorios en la administración política de los gobiernos. El mapa como tal, se puede representar a diferentes escalas, siendo la real un acotamiento de zonas a base de referencias naturales o artificiales (muro de Berlín, muralla china, pilotes de granito como referencia, etc.). El conocimiento del entorno no era nuevo: Aníbal se valió de ello para reconquistar España. En la Batalla de las Termópilas, el ejército espartano, altamente profesionalizado en el arte de la guerra, se valió del perfecto conocimiento geográfico como estrategia para acabar con el intento de invasión del ejército persa. Todo ello era recreado en la maqueta de los estrategas que comandaban los ataques. Pero fue en la época napoleónica cuando el concepto maqueta tomó una relevancia primordial. Napoleón, como estratega, recreaba los escenarios de guerra en tableros con relieves, usando la ciencia de la cartografía y la geografía, para representar los relieves naturales y cómo aprovecharlos para la conquista de los territorios.
Durante la Segunda Guerra Mundial, los aliados usaron maquetas de tanques y vehículos a escala real inflables o de material ligero, al objeto de engañar al enemigo para distraer sus ataques de bombardeo a tierra, desperdiciando sus bombas en objetivos sin valor militar o estratégico.

### La maqueta usada en ciencia
La historia da la razón al uso de la ciencia, y como esta, a menor escala, puede servir de ensayo para la puesta en marcha de proyectos mayores. Aun si fallase la puesta en marcha de un proyecto, fundamentado en un anteproyecto, el error no se debe a la imputación de, como la teoría nunca cuadra con la práctica, es inútil un anteproyecto, siendo esto un gasto innecesario, pues está demostrado por la evidencia del fallo presente, y hay que evitar fallar. Esa forma de pensar es demagogia pura y un serio obstáculo para el avance del conocimiento y la ciencia; además de fundamentarse en una falacia, denominada de la falsa autoridad, pues la prueba de quien afirma lo dicho, recae en un porque yo lo digo. Así, con el uso adecuado del conocimiento, nacen dos conceptos en uno: el de laboratorio y el de maqueta, englobados por el de ensayo. Adecuadamente articulados, siempre son favorables para el avance de la técnica y la reducción de costes.

#### Biomaquetas
Cuando en un laboratorio se ensayan cultivos en placas petri para la investigación de curas o aplicaciones en cosmética, bioingeniería o cualquier otra ciencia aplicada, eso que se recrea a menor escala y en un entorno controlado, es lo que se viene a llamar biomaqueta. En los ensayos de laboratorio, solo se espera cumplir el objetivo parcial del test por el cual la biomaqueta tiene sentido.

#### Mecanomaquetas
Por ejemplo, una maqueta de un avión, dependiendo la escala, puede ser únicamente aerodinámico y planear, por lo que es funcional en el aspecto aerodinámico. Ese mismo modelo de avión, a otra escala distinta, pudiera ser únicamente a nivel de diseño e imagen corporativo; así, por ejemplo, la compañía Airbus puede presentar a la Lufthansa un modelo en maqueta que se integra perfectamente en su imagen corporativa; un segundo modelo que pone de relieve la aerodinámica y un tercer modelo que resalta lo oportuno de la colocación de los motores y cómo estos pueden continuar rindiendo al 100% a altitudes insospechadas gracias a los tanques de oxígeno enriquecido que aportan el diferencial que la atmósfera no puede por los límites de altura; un cuarto modelo a escala real que pone a prueba la presurización de las distintas áreas, y quizás la puesta a prueba del vuelo estratosférico en una sala que imita la presión y la densidad atmosféricas a esas alturas.
La escala de cada modelo viene dada por la necesidad de mostrar el objetivo a resaltar. Así, el modelo aerodinámico puede ser de una escala mucho menor y de unos materiales menos especializados, que la escala del modelo que trata de resaltar el rendimiento de los motores.

#### Maquetación de sistemas
Se entiende como maquetación de sistema a la representación práctica de una dinámica calculada en teoría, a una escala conceptual menor de la que se someterá una vez entre en producción.
La unidad en la que se mide el sistema es el 'proceso del dato', y la unidad de medida usada será acorde con el formato del dato. El proceso del dato da como resultado una escala, que se irá aproximando a la real, tanto en cuanto los procesos observen una tendencia a tener en cuenta la mayor cantidad de sistemas cooperantes existentes en el medio, sean naturales o artificiales.
El concepto de maqueta dejará de ser aplicable en el momento en le que la capacidad de proceso sea real en todas sus dimensiones y, en consecuencia, la producción de trabajo sea compatible con la producción del resto de los sistemas ya funcionales.
La automatización de la información hace posible el diseño de sistemas virtuales, siendo que estos sistemas necesitan un tiempo en un entorno de laboratorio y pruebas.

## Maquetas lúdicas
Es la reproducción física y a escala, en tres dimensiones, por lo general, en tamaño reducido, de algo real o ficticio. También pueden existir modelos en tamaño grande de algún objeto pequeño y hasta microscópico representados en alguna especie de maqueta.
Otras definiciones de maqueta, con variantes en el sistema de presentación, son: los dioramas, los vehículos teledirigidos o radiocontrolados, como automóviles, trenes y barcos, etc. 
El maquetismo puede ser estático (modelo estático) o modelo dinámico o de movimiento (modelos telecontrolados).
La maqueta no solamente puede ser "a escala", sino que también representa la simulación de cualquier cosa en otro material (por ejemplo, la maqueta de un teléfono celular hecha en cartón), sin el acabado ni la apariencia real. 

### Escalas comúnmente usadas

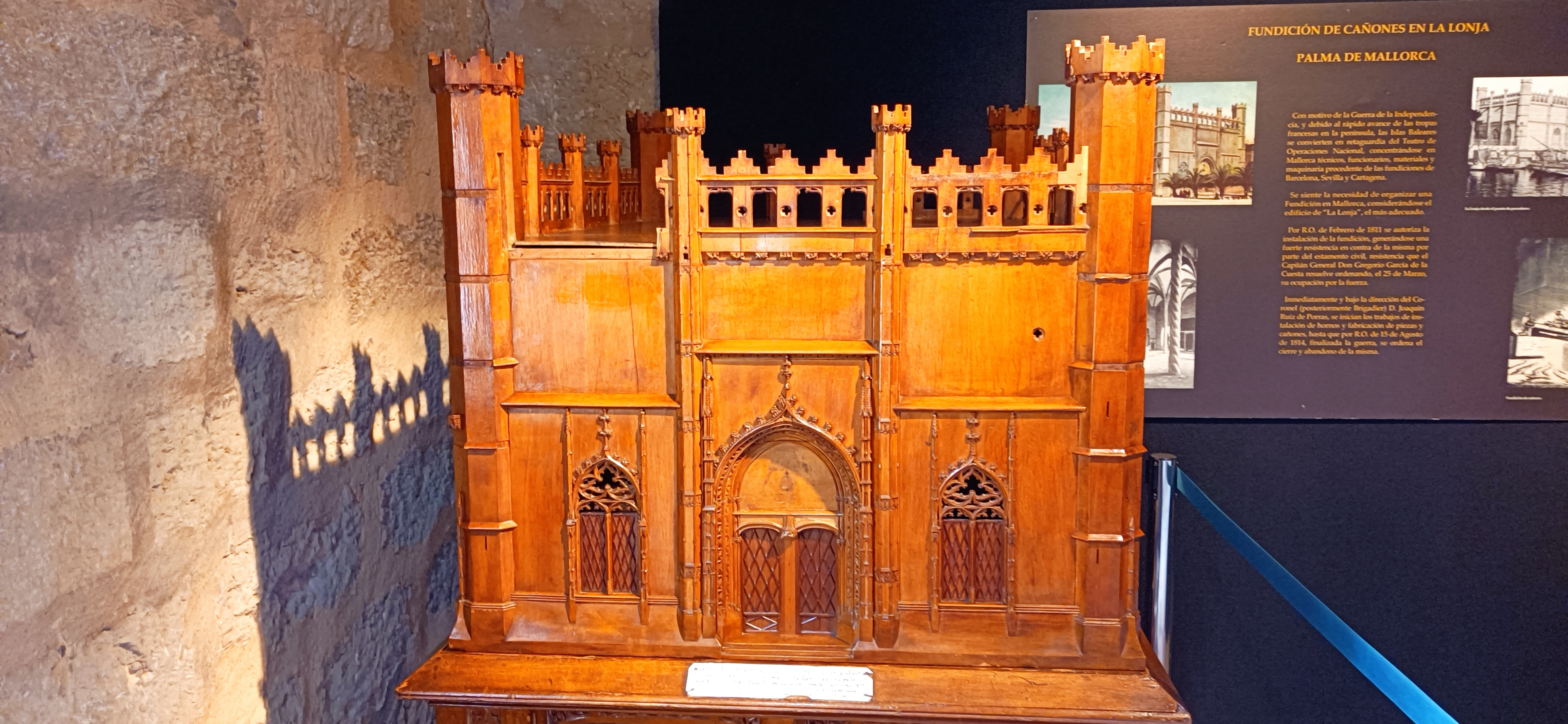
Maqueta de La Lonja, en Palma de Mallorca

La escala es el tamaño final de la maqueta respecto del original, y se dice que un modelo está reducido o amplificado un número X de veces respecto de su tamaño real. Por ejemplo 1:100 (1 es a 100), 1:50 (1 es a 50) implican que una unidad métrica en la maqueta equivale a 100 o 50 unidades, respectivamente, en el objeto real. La escala que se elija depende de diferentes aspectos, entre ellos el aspecto funcional (a que va dirigida, para la que se utilizará).

#### Escalas comerciales comunes

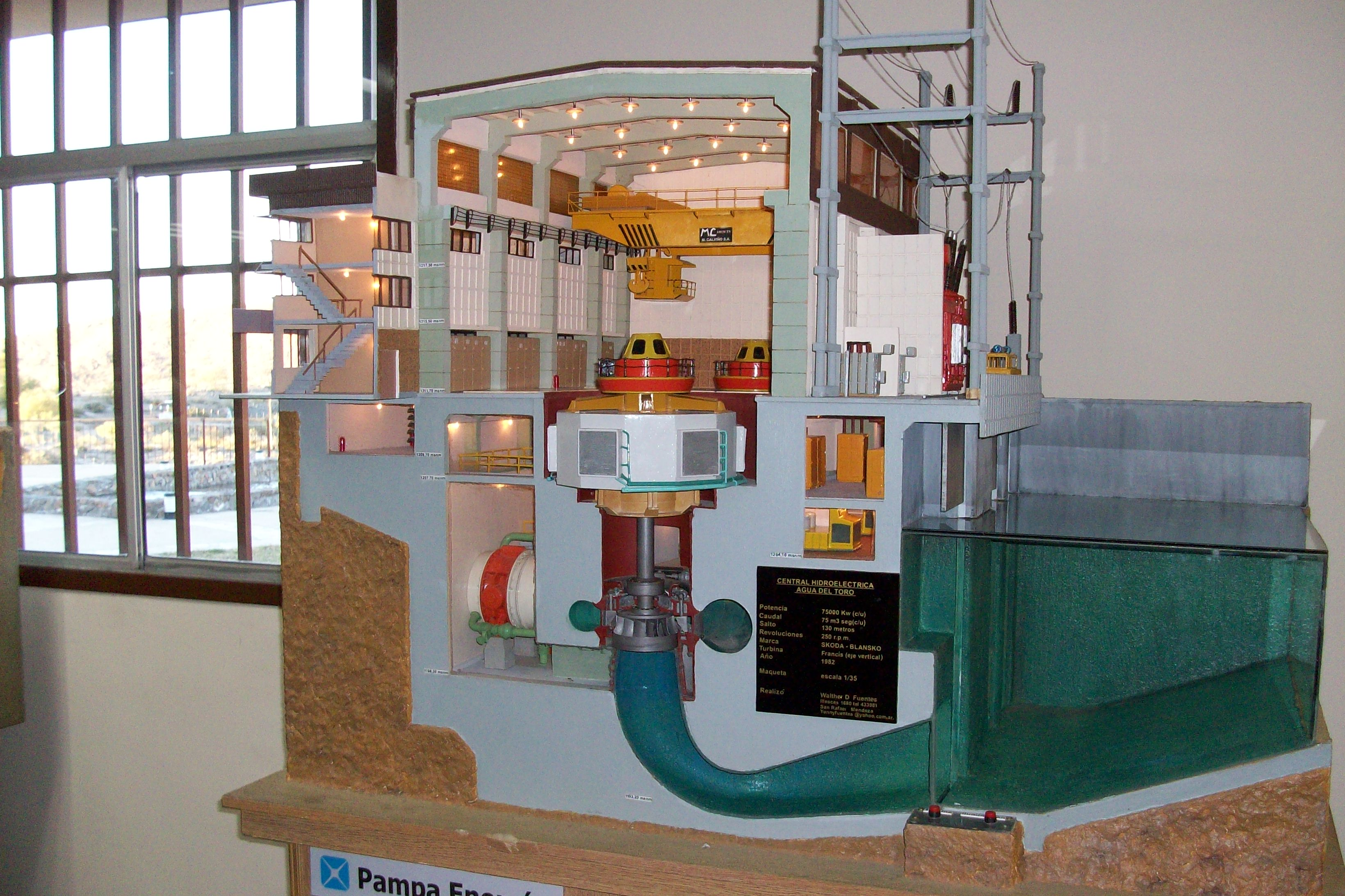
Maqueta de turbina hidroeléctrica.

- Para las maquetas y figuras o vehículos militares es usual encontrar escalas 1/16; 1/35; 1/48 y finalmente 1/72.
- Para las maquetas de Modelismo ferroviario la escala más habitual es 1/87, pero también se utilizan escalas como 1/160, 1/43 y 1/220 entre otras.
- Para el modelismo de aviación (no confundir con aeromodelismo o radiocontrol de aviones) es usual la escala 1/32, 1/48 y 1/72.
- Para el modelismo naval, las escalas varían comercialmente desde 1/700;1/350;1/100; 1/84 hasta 1/72.
- Para el modelismo de automoción (coches, camiones, motos...) podemos encontrar las escalas 1/18, 1/24, 1/43, 1/64 y 1/72.

### Materiales y herramientas del maquetista
El maquetista, a diferencia del modelista, adquiere en el comercio un kit de armado y antes de su ejecución se provee de fotografías, historia, planos y variantes de colores y esquemas.
Posteriormente, y ya definida la versión a construir, comienza el armado, usando pegamentos, pinturas,  aerógrafos, masillas de relleno, pigmentos, pinzas, alicates, plasticard, alambres, latones para dar la mayor sensación de realismo al modelo.
Los materiales del kit pueden variar desde el plástico, resina a madera o metal o combinación de estos elementos.
La esencia del maquetismo es brindar una sensación visual de realismo a escala de la maqueta o modelo construido.
El maquetista intentará además reproducir el intemperizado (weathering), simulando el paso del tiempo tal cual le ocurriría a un modelo tamaño real, usando filtros de pigmentos muy diluidos en solventes de rápida evaporación. 
En general se siguen estos pasos para lograr un modelo a escala estático:
1. Armado y pegado (los modelos base se adquieren de diversas marcas y fabricantes).
2. Pintado y aplicación de signos, marcas, señalizaciones (algunos modelos cuentan con calcomanías para este efecto).
3. Acabado. En este paso se dan los efectos finales al modelo para que luzca de la forma más realista posible, algunos modelistas buscan dar el efecto de "weathering" o intemperización mediante el cual se representa el uso y desgaste que los artefactos reales presentaban durante el período de uso.

A los modelos estáticos se les pueden agregar partes "hechas a mano" para aumentar, mejorar o corregir sus detalles; a esta técnica de agregar partes fabricadas manualmente se le conoce como "scratch".
Si se desea reproducir la maqueta en su ambiente natural, entonces se habla de Diorama.
Puede que la maqueta sea muy importante para explicar trabajos de ciudades, de máquinas y de muchas cosas.

### Perfil de un maquetista

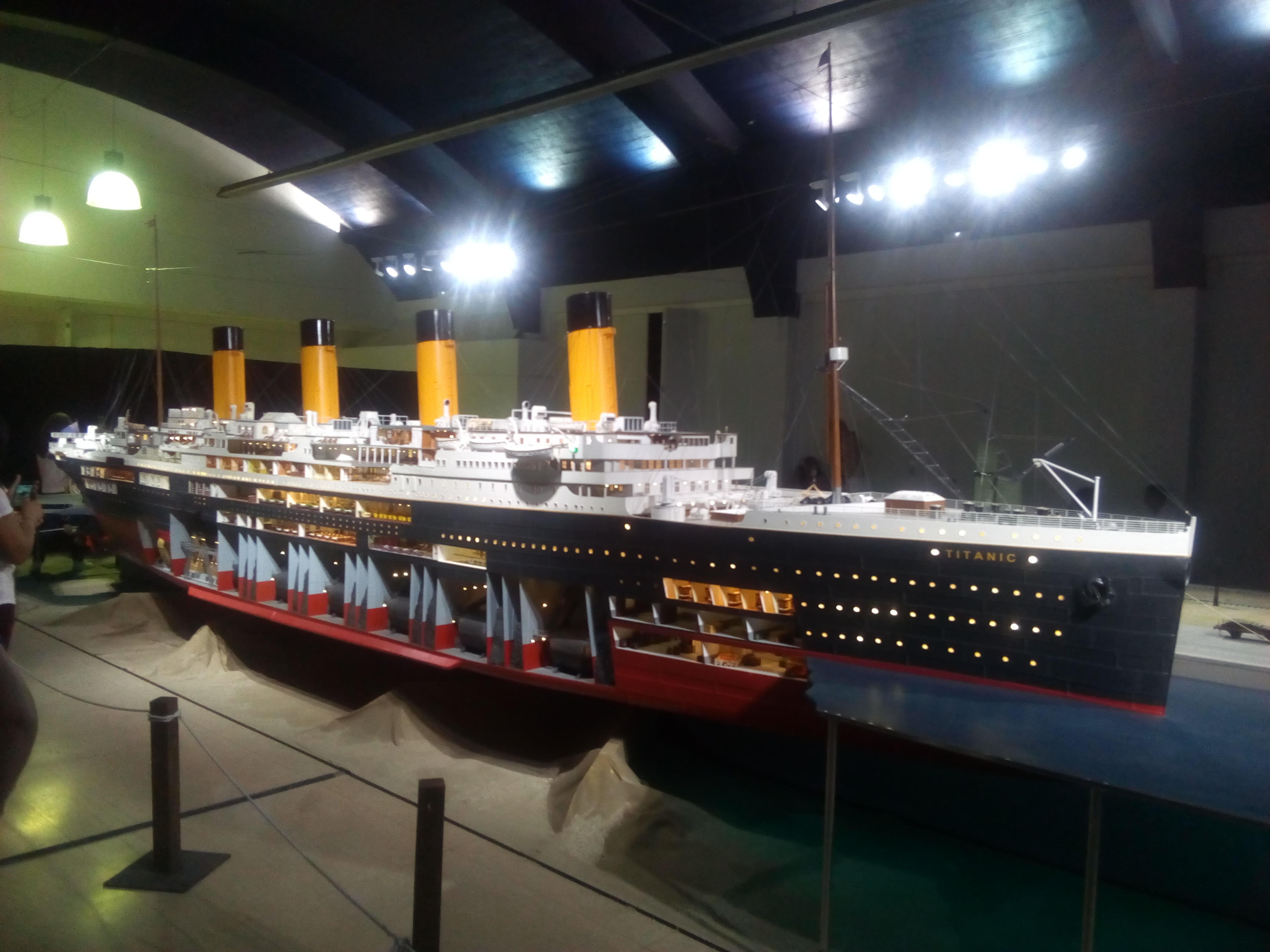
Maqueta del RMS Titanic expuesta en la estación marítima de Vigo en el año 2016, que muestra el interior del barco.

El maquetista, así como el modelista, ha de poseer las siguientes características:
- Poseer motricidad fina.
- Tomarse el tiempo requerido para la realización.
- Poseer capacidad de discriminar matices de un mismo color.
- Ser minucioso y pulcro en su ejecución.
- Ser ordenado y metódico.
- Conocer como mínimo algunas técnicas básicas de armado y pintado.
- Poseer un mínimo de espacio, accesorios e implementos.
- Iluminación adecuada, idealmente luz-día o fuentes luminosas similares.
- Poseer ciertas habilidades artísticas en el manejo de pinturas y pigmentos.
- Dar el mayor realismo posible a su maqueta.
- Ser minucioso.

### Tipos de maquetas
- Maquetas escolares: las escuelas las asignan a los estudiantes de primaria, secundaria y preparatoria con fines didácticos. Tienen como fin que los estudiantes, al realizarlas, comprendan las partes que componen al objeto de estudio.
- Aeromodelismo: cuyo objetivo es diseñar, construir y hacer volar aviones a escala, bien como réplica lo más exacta posible de otros existentes o bien diseñados exclusivamente.
- Modelismo ferroviario: reproduce paisajes y lugares relacionados con el ferrocarril, así como toda clase de vehículos que circulen sobre raíles.
- Modelismo naval: reproduce toda clase de vehículos que circulen sobre agua.
- Automodelismo: reproduce toda clase de vehículos que circulen sobre el suelo (tierra o asfalto).
- Modelismo de ciencia ficción: reproduce toda clase de modelos relacionados con el género de ficción científica. Ejemplo: modelos Star Wars, Star Trek, etc.
- Maqueta militar: reproduce personajes, aeronaves, vehículos y escenas (dioramas) relacionados con cualquier actividad militar de cualquier época.
- Maqueta musical: es una producción musical no profesional enfocada a la promoción o ensayo de grupos musicales no profesionales.
- Maqueta arquitectónica: reproduce a escala edificios o proyectos.
- Maquetas de objetos: representación de cualquier objeto, volumen o forma tridimensional. Por ejemplo, una silla, un teléfono, un caballo, una cama, un computador, un accesorio decorativo, etc.
- Maqueta de sistemas: como su nombre lo indica, son la representación de cualquier sistema, real o ficticio. Por ejemplo: maqueta del sistema solar, del sistema digestivo, de un sistema de riego rural, etc., cada una de estas utilizando siempre la creatividad e innovación del creador y sus ideas a expresar.